# Explosion

Överst explosion och underst implosion

En explosion är en snabb process som frigör energi och ger upphov till en tryckvåg. Explosioner kan vållas av exoterma kemiska processer, kärnreaktioner eller mekaniska brott (som när en ballong eller ångpanna sprängs).  

## EX-klassning
Verksamhetsutövare som hanterar brandfarliga gaser, vätskor och damm är i vissa fall skyldiga att upprätta en klassningsplan samt explosionsskyddsdokument. Detta gäller till exempel snickerier och kvarnar där det kan finnas risk för att det finns brandfarligt damm i luften som kan explodera samt industrier som hanterar brandfarlig gas eller vätska (brandfarlig vara). Syftet är att hindra antändning av explosiva gaser, ångor eller uppvirvlat damm.
Verksamhet med brandfarlig eller explosiv vara är ofta tillståndspliktig enligt lagen (2010:1011) om brandfarlig och explosiv vara (LBE) och förordningen (2010:1075) om brandfarliga och explosiva varor (FBE). 

### Ansvariga myndigheter
Myndigheten för samhällsskydd och beredskap
för explosiv atmosfär från brandfarlig vara
Arbetsmiljöverket
för explosiv atmosfär från brandfarligt damm
för mekanisk utrustning för explosiv miljö
Elsäkerhetsverket
för elektrisk utrustning för explosiv miljö